# Бжозовский, Рафал
Рафал Бжозовский (пол. Rafał Brzozowski, род. 8 июня 1981 года в г. Варшава, Польша) — польский певец. Его карьера началась с участия в пятом сезоне польской версии шоу «Голос» в 2011 году. Был одним из ведущих конкурса Детское Евровидение 2020. Представлял Польшу на конкурсе песни «Евровидение-2021» с песней «The Ride» («Путешествие»).

## Дискография

### Студийные альбомы
| Название                                          | Подробно                                                                                    |
| ------------------------------------------------- | ------------------------------------------------------------------------------------------- |
| Tak blisko                                        | - Выпущен: 7 августа 2012 - Формат: Цифровая загрузка, CD - Label: Universal Music Polska   |
| Mój czas                                          | - Выпущен: 30 сентября 2014 - Формат: Цифровая загрузка, CD - Лейбл: Universal Music Polska |
| Na święta                                         | - Выпущен: 25 ноября 2014 - Формат: Цифровая загрузка, CD - Лейбл: Universal Music Polska   |
| Borysewicz & Brzozowski (с Яном Борисевичем)      | - Выпущен: 27 ноябрь 2015 - Формат: Цифровая загрузка, CD - Лейбл: Universal Music Polska   |
| Moje serce to jest muzyk, czyli polskie standardy | - Выпущен: 25 ноября 2016 - Формат: Цифровая загрузка, CD - Лейбл: Universal Music Polska   |

### Мини-альбомы
| Название                    | Подробно                                                                                    |
| --------------------------- | ------------------------------------------------------------------------------------------- |
| Tak blisko Remixed          | - Выпущен: 11 сентября 2012 - Формат: Цифровая загрузка, CD - Лейбл: Universal Music Polska |
| Katrina Remixes feat. Liber | - Выпущен: 29 ноября 2012 - Формат: Цифровая загрузка, CD - Лейбл: Universal Music Polska   |

### Синглы
| Название                                    | Год  | Альбом                  |
| ------------------------------------------- | ---- | ----------------------- |
| «Tak blisko»                                | 2012 | Tak blisko              |
| «Katrina» (с Либером)                       | 2012 | Tak blisko              |
| «Gdy śliczna Panna»                         | 2012 | Na święta               |
| «Za mały świat»                             | 2013 | Tak blisko              |
| «Nie mam nic»                               | 2013 | Tak blisko              |
| «Za chwilę przyjdą święta»                  | 2013 | Na święta               |
| «Magiczne słowa»                            | 2014 | Mój czas                |
| «Świat jest nasz»                           | 2014 | Mój czas                |
| «Linia czasu»                               | 2014 | Mój czas                |
| «Kto»                                       | 2015 | Mój czas                |
| «Jeden tydzień»                             | 2015 | Mój czas                |
| «Słowa na otarcie łez» (с Яном Борисевичем) | 2015 | Borysewicz & Brzozowski |
| «Zaczekaj — tyle kłamstw co prawd»          | 2016 | Без альбома             |
| «Sky Over Europe»                           | 2017 | Без альбома             |
| «Już wiem»                                  | 2017 | Без альбома             |
| «Gentleman»                                 | 2020 | Без альбома             |
| «The Ride»                                  | 2021 | Без альбома             |